# Tory Bruno
Pour les articles homonymes, voir Bruno.
Tory Bruno (né Salvatore Thomas Bruno le 3 novembre 1961) est un ingénieur aérospatial et cadre américain. Il est le PDG de United Launch Alliance (ULA) depuis août 2014. Avant ULA, il a travaillé chez Lockheed Martin, où il a fait la transition d'ingénieur à cadre. 

## Jeunesse
Salvatore "Tory" Thomas Bruno est né en 1961 à Monterey en Californie, fils de Martha Scott (Martin) Bruno et Thomas Salvatore Bruno, un pêcheur commercial. Tory a été élevé par sa grand-mère maternelle, Virginia (Krause) Martin, dans son petit ranch dans les montagnes de la Sierra Nevada, dans le comté d'Amador.
Dès ses 9 ans, il s'intéresse à la fuséologie. Inspiré par la vision des atterrissages lunaires des missions Apollo à la télévision, Tory Bruno était alors déterminé à construire ses propres modèles de fusées. 
Quand il trouve par hasard une caisse de dynamite vieille de 80 ans à l'arrière de la grange familiale, il utilise un taille-plume pour ouvrir les bâtons et extraire l'explosif. Il utilise ensuite celui-ci comme ergol solide pour ses propulseurs à poudre faits maison.

## Éducation
Bruno est diplômé de l'Amador County High School,. Il a également brièvement fréquenté le Queen Anne High School (en) à Seattle.
Il est titulaire d'un baccalauréat en génie mécanique de l'Université d'État polytechnique de Californie, à San Luis Obispo, et a suivi des cours d'études supérieures et des programmes de gestion à l'Université Harvard, à l'Université de Santa Clara, au Wye River Institute, à l'Université d'État de San José et à la Defense Acquisition University (en).

## Carrière

### Lockheed Martin
Bruno a commencé avec Lockheed en tant que stagiaire d'été tout en étudiant à l'Université d'État polytechnique de Californie. Durant ces stages, il a travaillé en tant qu'ingénieur mécanique dans le service assurance qualité de la division systèmes de missiles. Il a notamment travaillé sur différentes générations de missiles balistiques embarqués.
Après avoir obtenu son diplôme de Cal Poly, il est retourné chez Lockheed en tant que concepteur de structures, travaillant principalement sur les missiles Trident I et II. Après quelques années, il rejoint la division des commandes mécaniques. Il y a acquis une expérience dans les systèmes de contrôle à poussée vectorielle. Ceux-ci ont été appliqués à une grande variété de systèmes, notamment l'UGM-27 Polaris, l'UGM-73 Poseidon, le Trident, le LGM-30 Minuteman et le LGM-118 Peacekeeper, ainsi que sur les lanceurs Athena. Bruno a également brièvement soutenu le programme de la navette spatiale. 
Finalement, Bruno a rejoint l'équipe des « programmes avancés » où il a travaillé sur de nouvelles technologies spatiales, le dépôt de brevets, les secrets commerciaux et la divulgation d'inventions. Après plusieurs années en tant que concepteur et analyste de systèmes de contrôle, il a été transféré au département de propulsion où il est devenu ingénieur balistique.
Bruno a été directeur de programme pour la propulsion des missiles balistiques Fleet Ballistic Missile (FBM), et vice-président et directeur général des programmes FBM et missiles balistiques intercontinentaux (ICBM),. Au cours de son mandat chez Lockheed, Bruno a occupé les postes de vice-président de l'ingénierie pour Lockheed Martin Space Systems et de vice-président et directeur de programme de l'intercepteur de défense antimissile Terminal High Altitude Area Defense (THAAD). Le dernier poste de Bruno chez Lockheed avant de rejoindre ULA était celui de vice-président et directeur général des systèmes de défense stratégique et antimissile.

### United Launch Alliance
En août 2014, Tory Bruno quitte Lockheed Martin pour devenir président et chef de la direction de United Launch Alliance (ULA), une coentreprise de Boeing et Lockheed Martin. La nomination de Bruno est intervenue alors que ULA faisait face à une concurrence accrue de nouveaux venus dans l'industrie du lancement spatial, en particulier de SpaceX avec leur fusée Falcon 9 partiellement réutilisable, en plus des pressions politiques du Congrès américain pour cesser d'acheter les RD-180 de fabrication russe, moteurs-fusées alors utilisés sur le lanceur Atlas V. Sous la direction de Bruno, ULA a répondu à ces problèmes en annonçant Vulcan, une nouvelle fusée s'appuyant sur les technologies d'Atlas V et Delta IV, utilisant le moteur BE-4 développé par Blue Origin.

## Livres
- Templar Organization, The Management of Warrior Monasticism, par S. T. Bruno  (ISBN 978-1587216213)
- Templar Incorporated, par Tory Bruno  (ISBN 978-1419632402)

## Prix
- American Institute of Aeronautics and Astronautics (AIAA) Honorary Fellow[12]
- Companion of the Naval Order of the United States[13]
- Conférence Von Karman en astronautique, AIAA[14],[6]
- Prix commémoratif Werner Von Braun, National Space Society[6]
- Conférencier distingué Alan Smith, Florida Institute of Technology[15],[6]
- Anciens étudiants distingués de l'Université Cal Poly[16],[6]
- Commandeur de l'Ordre du mérite, SMOTJ [17]
- The American Astronautical Society (AAS) Space Flight Award[18]
- Election to the National Academy of Engineering[19]